# The Crew Motorfest
The Crew Motorfest est un jeu vidéo de course développé par Ivory Tower et publié par Ubisoft, sorti le 14 septembre 2023 sur Microsoft Windows, PlayStation 4, Xbox One, PlayStation 5 et Xbox Series. Il s'agit de la suite de The Crew 2, sorti en 2018, et du troisième jeu de la série  The Crew. Comme pour ses prédécesseurs, le jeu se déroule dans un environnement de monde ouvert, cependant, contrairement aux prédécesseurs (qui se déroulaient aux États-Unis contigus), The Crew Motorfest se déroule dans une version réduite de l'île hawaïenne d'Oahu.

## Système de jeu
The Crew Motorfest se déroule dans une version réduite de l'île d'Oahu à Hawaï,. Il est thématisé autour d'un festival qui sert de zone principale pour accéder aux différents événements du jeu, similaire à celui de la série de jeux Forza Horizon,. Son gameplay est similaire à celui des jeux précédents de la série, avec des fonctionnalités multijoueurs en ligne appelées dans le jeu "crew", ainsi que la possibilité de contrôler des véhicules autres que des voitures tels que des avions et des bateaux.

## Développement et sortie
The Crew Motorfest est développé par Ivory Tower. Le jeu était connu en interne sous le nom de Project Orlando pendant le développement jusqu'en octobre 2022, lorsque le titre et le cadre du jeu ont été divulgués. Il a été annoncé avec une bande-annonce publiée le 31 janvier 2023. Une période de test fermée pour Motorfest sur PC a commencé le 1er février 2023, avec des tests pour les consoles à une date ultérieure. Le jeu est sorti le 14 septembre 2023 sur PlayStation 4, PlayStation 5, Microsoft Windows, Xbox One et Xbox Series. Les journalistes ont noté les similitudes entre Motorfest et les deux premiers jeux Test Drive Unlimited (2006 et 2011), sur lesquels plusieurs développeurs d'Ivory Tower ont travaillé auparavant et partagent également Oahu comme cadre principal,.
Une date de sortie est annoncée lors de l'Ubisoft Forward 2023 pour le 14 septembre 2023.

## Accueil

### Critiques
D'après l'Agrégateur de notes Metacritic, le jeu récolte des avis plutôt favorable avec une moyenne allant de 75/100 à 77/100.

### Ventes
Quelques jours après la sortie du jeu, Ubisoft communique que The Crew Motorfest est le meilleur lancement de la série, faisant grimper le nombre de joueurs de la série à 40 millions.
Car list